# 나주 홍기종 가옥
나주 홍기종 가옥(羅州 洪起宗 家屋)은 대한민국 전라남도 나주시 다도면 덕동리에 있는 건축물이다. 1986년 2월 7일 전라남도의 민속문화재 제10호로 지정되었다.

## 개요
19세기 말에 지은 안채와 1947년에 지은 사랑채로 이루어진 주택이다.
대나무가 우거진 뒷산을 배경으로 경사진 곳에 위치하고 있다. 안채와 사랑채 모두 그 시대의 일반적인 건축수법을 이용하여 만들었기 때문에 당시의 민가 건축기법을 확인할 수 있는 좋은 자료이다.

## 참고 자료
- 나주홍기종가옥 - 국가유산청 국가유산포털